# بطولة تونس للكرة الطائرة للرجال 1970-1971
بطولة تونس للكرة الطائرة للرجال 1970-1971 هو الموسم رقم 16 من بطولة تونس للكرة الطائرة للرجال.

فاز بهذا الموسم المستقبل الرياضي بالمرسى.

## روابط خارجية
- الموقع الرسمي للجامعة التونسية للكرة الطائرة.